# India (álbum)
India es el primer álbum de estudio de la cantante española Vega. Tras su paso por la segunda edición de Operación Triunfo, Vega publicó, al igual que el resto de sus compañeros, un sencillo «Quiero ser tú». Al no quedar entre los tres finalistas del concurso, debía vender más de 200 000 copias de dicha canción para optar a un contrato con una discográfica. Una vez superada esta cifra y obtener el doble disco de platino, la cantante cordobesa firmó con Vale Music, casa que accedió a publicar un año después su álbum debut India.
Todas las canciones del álbum están compuestas por Vega, salvo dos versiones, «Believe» de K's Choice y «That's life» de Frank Sinatra. El primer tema elegido para promocionar este álbum debut fue «Grita!», sencillo de gran éxito que logró sonar en la mayoría de las radios españolas (alcanzando la máxima posición en la lista de Los 40 Principales). A este primer sencillo le siguieron otro dos, «La verdad» y «Directo al sol», que no consiguieron igualar la repercusión de «Grita!». Aunque en el álbum aparece cantado a dúo con Elena Gadel, el tema «La verdad» fue regrabado sin la voz de la compañera catalana de Vega en la academia de Operación Triunfo para ser lanzado exclusivamente como sencillo promocional. Elena Gadel también participó en el disco de Vega haciendo los coros de otros temas de India. El disco sorprendió a público y crítica y logró vender más de 50 000 copias. También ganó dos premios EñE en las categorías de 'Mejor canción del año' por «Grita!», y 'Mejor álbum del año'.

## Lista de canciones
| N.º | Título                                    | Música                      | Duración |  |
| 1.  | «Directo al sol»                          | Mercedes Mígel              | 3:37     |  |
| 2.  | «Mi propio mundo»                         | Mercedes Mígel              | 3:45     |  |
| 3.  | «Grita!»                                  | Mercedes Mígel              | 3:19     |  |
| 4.  | «No necesito nada de ti»                  | Mercedes Mígel              | 4:11     |  |
| 5.  | «La verdad (Dueto con Elena Gadel)»       | Mercedes Mígel              | 4:12     |  |
| 6.  | «India»                                   | Mercedes Mígel              | 6:45     |  |
| 7.  | «Believe»                                 | Sarah Bettens, Gert Bettens | 3:32     |  |
| 8.  | «Olor a azahar (A Córdoba)»               | Mercedes Mígel              | 4:28     |  |
| 9.  | «Mijitita»                                | Mercedes Mígel              | 4:14     |  |
| 10. | «That's life»                             | Dean Kay, Kelly Gordon      | 2:54     |  |
| 11. | «Un día normal (Incluye «Mi habitación»)» | Mercedes Mígel              | 10:03    |  |

## Posiciones y certificaciones

### Semanales
| País   | Ranking         | Primera semana | Posición de ingreso | Mejor posición | Semanas en la mejor posición | Semanas en el ranking | Última semana |
| ------ | --------------- | -------------- | ------------------- | -------------- | ---------------------------- | --------------------- | ------------- |
| Europa |                 |                |                     |                |                              |                       |               |
| España | Top 100 álbumes | 23             | 23                  | 8              | 1                            | 13                    | 89            |

### Copias y certificaciones
| País   | Proveedor  | Año  | Certificación | Copias certificadas (según IFPI) |
| Europa |            |      |               |                                  |
| España | Promusicae | 2003 | Oro           | 50 000                           |